# Silvhyttan
Silvhyttan, även benämnd Silfhyttan, är en småort i Norrbärke socken i Smedjebackens kommun i Dalarnas län. Silvhyttan är känt för sina gruvor.